# Moteur d'apogée

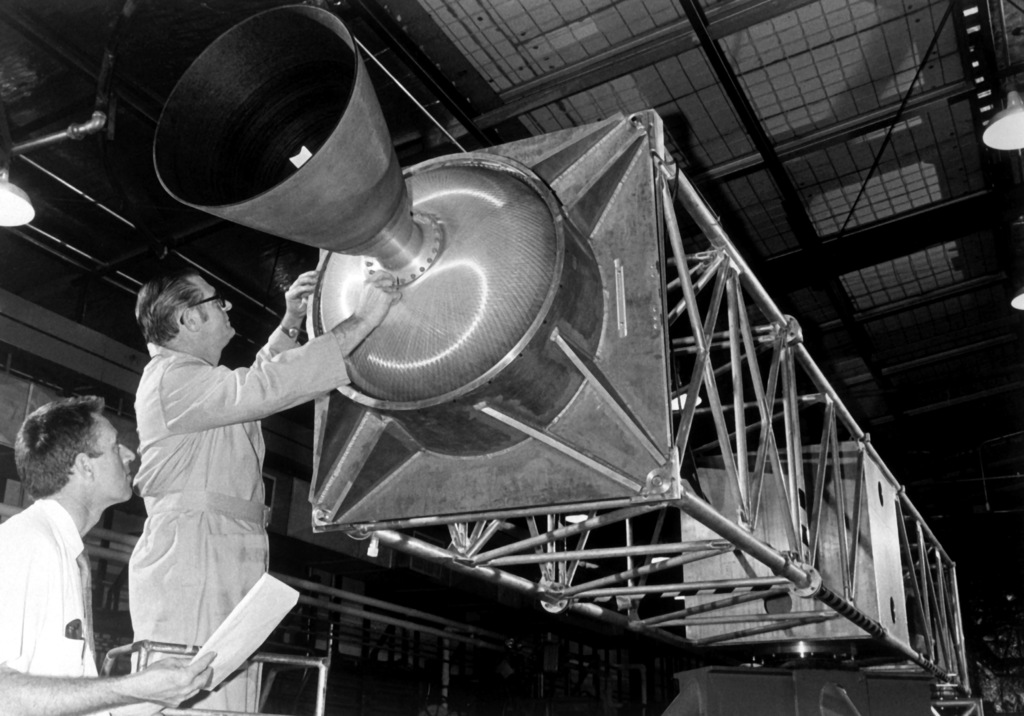
Préparation d'un moteur d'apogée d'un satellite OTAN III au Arnold Engineering Development Complex le 1er avril 1974.

Orbite de transfert (2) et orbite géostationnaire (3) : le moteur d'apogée est mis à feu pour appliquer l'accélération Delta V'.

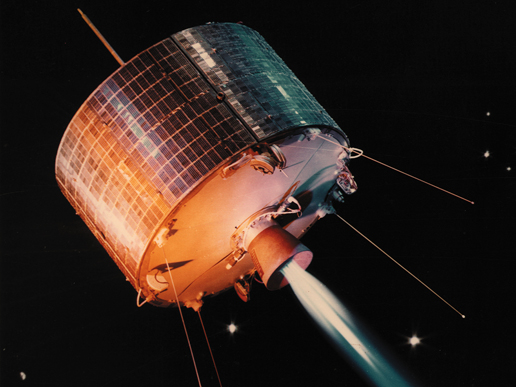
Représentation d'artiste du Syncom 1 avec son moteur d'apogée en marche.

Un moteur d'apogée est un moteur-fusée utilisé par la plupart des satellites artificiels qui doivent se placer sur une orbite géostationnaire (généralement des satellites de télécommunications). Il permet de transférer le satellite depuis l'orbite de transfert géostationnaire (généralement 200 × 35 784 km) sur laquelle l'a placé son lanceur sur son orbite de travail circulaire à une altitude de 35 784 km. Lorsqu'un satellite est lancé, l'inclinaison de son orbite ne peut être inférieure à la latitude de la base de lancement. Le moteur d'apogée est également mis à contribution pour faire passer l'inclinaison à 0°. Le moteur d'apogée est utilisé pour la mise à feu, à plusieurs reprises lorsque le satellite passe par l'apogée de son orbite.